# Endoskopisch retrograde Cholangiopankreatikographie

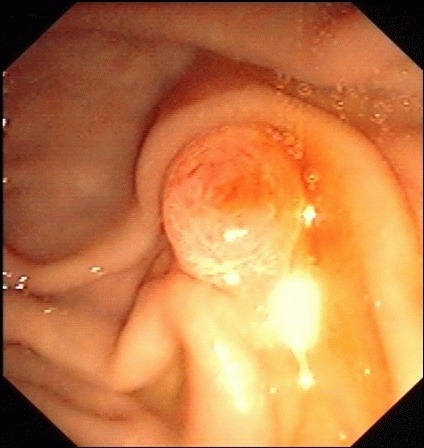
Unauffällige Vatersche Papille.

ERCP: Unauffälliger Gallen- und Pankreasgang, mehrere unterschiedlich große Gallensteine in der Gallenblase und im Gallenblasengang

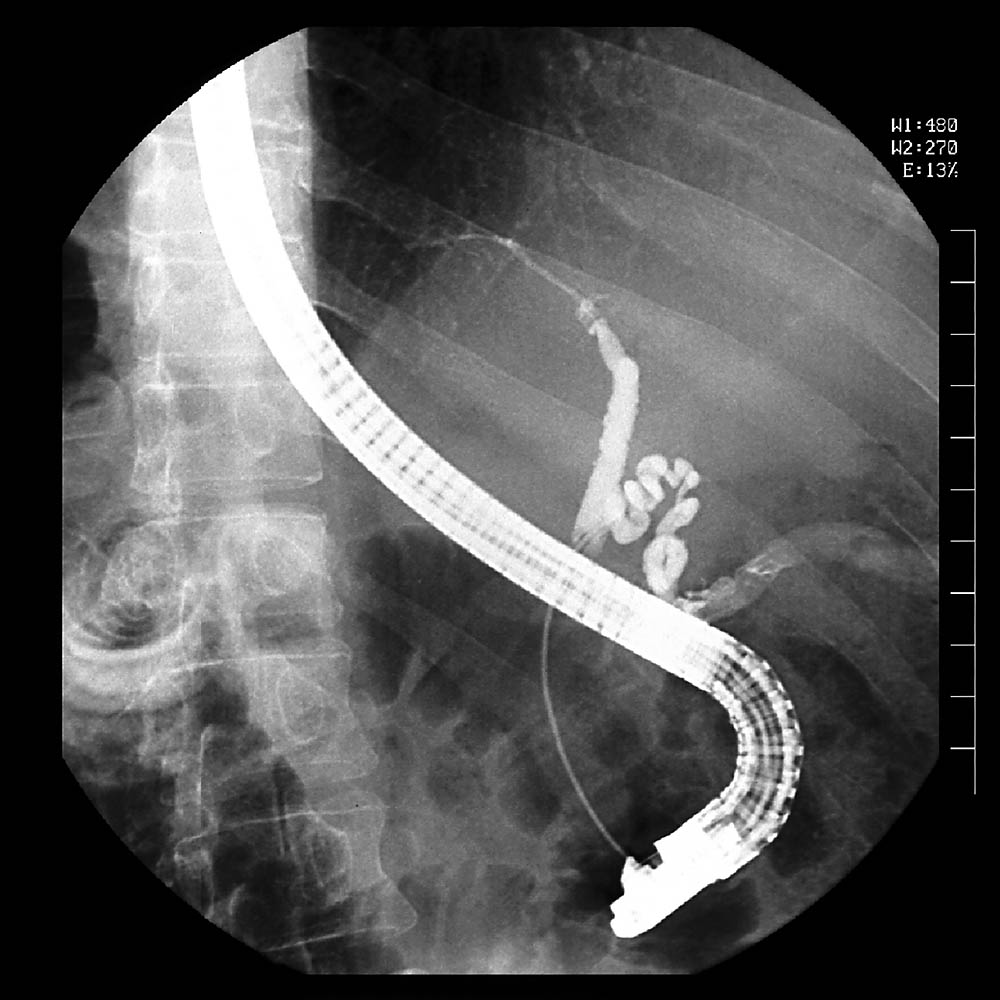
Therapeutische ERCP zur Behebung einer Verengung des Gallengangs infolge einer PSC. Der geschlängelte Gallenblasengang ist gut erkennbar. Blickrichtung ist auf den Rücken des Patienten.

Die endoskopisch(e) retrograde Cholangiopankreatikographie (ERCP) ist eine endoskopische Methode, mit der diagnostische und therapeutische Eingriffe durchgeführt werden können. Neben der Darstellung der Gallenwege, Gallenblase und des Pankreasgangs mit Röntgenkontrastmittel können auch Steine entfernt oder die Öffnung des Gallengangs (Papilla vateri) geweitet werden. Bei der endoskopisch retrograden Cholangiographie (ERC) wird bei einer akuten Pankreatitis der Pankreasgang nicht mitdargestellt. Die ersten ERCPs an Kindern wurden von 1977 bis 1979 an der Universität Bonn durchgeführt.

## Durchführung
Mit einem durch den Mund (oral) eingeführten Endoskop mit Seitblickoptik, dem Duodenoskop, wird das Duodenum aufgesucht und die Vatersche Papille sondiert, die Mündung des gemeinsamen Ausführungsganges von Gallengang und Bauchspeicheldrüsengang. Das Kontrastmittel wird retrograd, also entgegen der normalen Flussrichtung der Gallenflüssigkeit, in die Gallenwege injiziert. Unter der Durchleuchtung mit Röntgenstrahlen werden Verengungen der Gänge, etwa durch Gallensteine, Gallengrieß oder Tumore, beurteilbar.
Vorteil der ERCP ist die Möglichkeit, neben der Diagnostik gleichzeitig auch zu therapieren, beispielsweise mit Hilfe eines über den Arbeitskanal des Endoskops vorgeschobenen Instruments zur Steinentfernung oder Zertrümmerung (Lithotripsie). Dabei werden Gallensteine, die von der Gallenblase in den Gallengang gerutscht sind und sich dann am eng zulaufenden Ende vor der Papille verkeilen, entfernt. Dies geschieht mit einem Dormia-Körbchen. Ist der Stein zu groß, um die aufgeschnittene oder erweiterte Papille zu passieren, erfolgt zuvor die Lithotripsie, entweder mechanisch oder mittels Laser.
Ist das Vorschieben der Instrumente in den Gallengang nicht möglich, wird die Papillenöffnung mit einem Papillotom, einem speziellen Katheter mit einem beweglichen elektrisch geladenen Draht, aufgeschnitten. Dieser Vorgang wird als endoskopisch ausgeführte Papillotomie (EPT) bezeichnet. Gelegentlich wird stattdessen auch eine Aufweitung der Papillenöffnung mit einem Ballon durchgeführt.
Therapeutisch bedeutsam ist die Möglichkeit, bei Verengungen durch Tumoren oder Entzündungen durch Einbringen von Stent genannten Kunststoff- oder Metallröhrchen den Gallen- und Bauchspeichelfluss wieder zu ermöglichen. Weiterhin ist eine gezielte Entnahme von Proben mit Zangeninstrumenten oder Bürsteninstrumenten möglich, um den Verdacht auf Tumor oder Entzündung mit einer feingeweblichen (histologischen) Untersuchung zu bestätigen. Der Gallengang kann über ein Cholangioskop, das durch den Arbeitskanal des Endoskops vorgeschoben wird, auch direkt eingesehen werden (Mother-Baby-Technik). Weiterhin kann man mit einer ebenfalls durch den Arbeitskanal vorgeschobenen Sonde den Gallengang sonographisch untersuchen, was als intraduktaler Ultraschall (IDUS) bezeichnet wird.
In geübter Hand sind die Risiken gering. Es kann in Abhängigkeit von der Grunderkrankung zu Infektionen der Gallenwege (Cholangitis) oder der Gallenblase (Cholezystitis), zu Lufteintritt in die Gallenwege (Aerobilie), zur Entzündung der Bauchspeicheldrüse (Pankreatitis) oder auch zur Verletzung der Magen- oder Darmwand kommen.
Ein alternatives Verfahren ist die PTC (Perkutane transhepatische Cholangiographie). Sie wird in der Regel durchgeführt, wenn eine ERCP nicht möglich ist. Andere Verfahren zur Diagnostik (jedoch nicht zur Therapie) sind die Endosonographie und die MRCP (Magnetresonanz-Cholangiopankreatikographie).